# Dysdera ambulotenta
Dysdera ambulotenta là một loài nhện trong họ Dysderidae.
Loài này thuộc chi Dysdera. Dysdera ambulotenta được miêu tả năm 1985 bởi Ribera, Ferrández & Blasco.